# 旺德雷斯-博尔讷
旺德雷斯-博尔讷（法語：Vendresse-Beaulne，法語發音：[vɑ̃dʁɛs bo(l)n]）是法国上法蘭西大區埃纳省的一个市镇，属于拉昂区。该市镇于1923年由原市镇旺德雷斯和特鲁瓦永（Vendresse-et-Troyon）与博尔讷和希维（Beaulne-et-Chivy）合并而成。

## 地理
旺德雷斯-博尔讷（49°25'38"N, 3°40'2"E）面积8.71 平方千米，位于法国上法蘭西大區埃纳省，该省份为法国北部内陆省份，北起北部省，西接索姆省和瓦兹省，东临阿登省和马恩省，西南至塞纳-马恩省，东北部与比利时接壤。
与旺德雷斯-博尔讷接壤的市镇（或旧市镇、城区）包括：布尔和科曼、布赖昂洛努瓦、塞尼昂洛努瓦、穆兰、穆西-韦尔讷伊、派西、庞西库特孔。
旺德雷斯-博尔讷的时区为UTC+01:00、UTC+02:00（夏令时）。

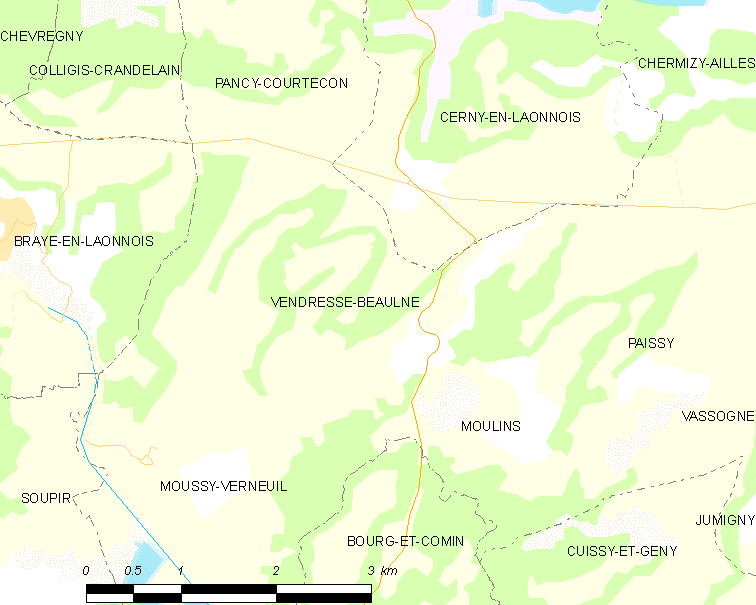
旺德雷斯-博尔讷的OSM定位图

## 行政
旺德雷斯-博尔讷的邮政编码为02160，INSEE市镇编码为02778。

## 政治
旺德雷斯-博尔讷所属的省级选区为埃纳河畔新城县。

## 人口

1962-2008年间旺德雷斯-博尔讷人口变化图示

旺德雷斯-博尔讷于2022年1月1日时的人口数量为99人。